# Stremtalradweg
Der Stremtalradweg „B56“ ist ein zirka 36 Kilometer langer Radrundweg im südlichen Burgenland. Er führt von Kemeten entlang der Strem nach Güssing. Es besteht hier die Möglichkeit zur Weiterfahrt auf dem Burg-Güssing-Radweg bzw. den Öko-Energieradweg.

## Sehenswertes entlang der Strecke
- Burg Güssing